# Acqui Unione Sportiva 1940-1941
Questa voce raccoglie le informazioni riguardanti l'Acqui Unione Sportiva nelle competizioni ufficiali della stagione 1940-1941.

## Rosa
| N. |                   | Ruolo | Calciatore          |
| -- | ----------------- | ----- | ------------------- |
|    | Italia (bandiera) | C     | Ettore Allegri      |
|    | Italia (bandiera) | C     | Ferruccio Benedetto |
|    | Italia (bandiera) | P     | Esterino Bersano    |
|    | Italia (bandiera) | A     | Giovanni Berta      |
|    | Italia (bandiera) | A     | Pietro Bigatti      |
|    | Italia (bandiera) | C     | Domenico Bottero    |
|    | Italia (bandiera) | C     | Anselmo Buggi       |
|    | Italia (bandiera) | C     | G. Cavanna          |
|    | Italia (bandiera) | P     | Giuseppe Cibrario   |
|    | Italia (bandiera) | C     | P. Cribario         |
|    | Italia (bandiera) | C     | Gobbredo Colombi    |
|    | Italia (bandiera) | D     | Francesco Comerci   |
|    | Italia (bandiera) | A     | Domenico Cornetto   |
|    | Italia (bandiera) | A     | Domenico Cremonesi  |
|    | Italia (bandiera) | D     | Lorenzo Cutela      |

| N. |                   | Ruolo | Calciatore              |
| -- | ----------------- | ----- | ----------------------- |
|    | Italia (bandiera) | D     | Carlo Gallino           |
|    | Italia (bandiera) | D     | Luigi Lottero           |
|    | Italia (bandiera) | A     | Stefano Minetti         |
|    | Italia (bandiera) | C     | Sergio Mojoli           |
|    | Italia (bandiera) | C     | Domenico Mollero        |
|    | Italia (bandiera) | C     | Renato Mondani          |
|    | Italia (bandiera) | C     | Francesco Naitana       |
|    | Italia (bandiera) | A     | Emilio Salamano         |
|    | Italia (bandiera) | A     | S. Salamano             |
|    | Italia (bandiera) | A     | Silvio Scasso           |
|    | Italia (bandiera) | P     | Gian Battista Tortarolo |
|    | Italia (bandiera) | D     | A. Toselli              |
|    | Italia (bandiera) | A     | Attilio Vacchino        |
|    | Italia (bandiera) | D     | Alfredo Vitali          |